# الدوري الإسكتلندي الممتاز
الدوري الأسكتلندي الممتاز (بالإنجليزية: Scottish Premiership)‏ هو أعلى بطولات اسكتلندا لكرة القدم، تأسس في سنة 2013 ويتنافس فيه 12 نادي، نادي سيلتيك هو البطل الحالي للدوري.